# Mikel Mendizábal
Mikel Mendizábal Ortigala (* 26. Januar 2000 in Donostia-San Sebastián) ist ein spanischer Eishockeyspieler, der seit 2019 beim CH Txuri Urdin in der spanischen Superliga auf dem Eis steht.

## Karriere
Mikel Mendizábal begann seine Karriere als Eishockeyspieler in der Jugend des CH Txuri Urdin aus seiner Heimatstadt. Mit 14 Jahren wechselte er nach Frankreich zu Anglet Hormadi Élite. Für den Klub aus dem französischen Teil des Baskenlandes spielte er zunächst im Nachwuchsbereich, ehe er in der Spielzeit 2018/19 in der Ligue Magnus debütierte. 2019 kehrte er zum CH Txuri Urdin zurück und spielt mit den Blau-Weißen aus Donostia-San Sebastián seither in der spanischen Superliga.

### International
Für Spanien nahm Mendizábal im Juniorenbereich an den U18-Junioren-Weltmeisterschaften der Division II 2015, 2016, als er die beste Bullybilanz des Turniers erreichte, und 2017 sowie den U20-Junioren-Weltmeisterschaften der Division II 2017, 2018, 2019 und 2020, als er erneut mit der besten Bullybilanz aufwarten konnte.
Im Seniorenbereich stand er erstmals bei der Weltmeisterschaft der Division II 2022 im Aufgebot seines Landes. Zudem vertrat er seine Farben bei der Olympiaqualifikation für die Winterspiele 2026 in Mailand. Dabei gelang im Dezember beim Turnier der Vorqualifikationsrunde 2 im niederländischen Tilburg der Turniersieg durch einen 4:3-Erfolg gegen die Gastgeber. Eine Runde weiter war dann mit drei Niederlagen in drei Spielen beim Turnier im Februar 2024 im ungarischen Budapest jedoch Endstation.

## Erfolge und Auszeichnungen
- 2018 Aufstieg in die Division II, Gruppe A, bei der U20-Weltmeisterschaft der Division II, Gruppe B

## Ligue-Magnus-Statistik
Stand: Ende der Saison 2018/19